# مالریسور
مالریسور (نام علمی: ') نام یک سرده از راسته نیاسوسماران است.